# インドネシア鉄道公社ABB-Hyundai電車
ABB-Hyundai（アーベーベーヒュンダイ）は、インドネシアのジャワ島に位置する同国の首都ジャカルタ大都市圏の電化鉄道路線、KRLコミューターラインの電車KL3-92/93形の通称である。ここでは、それを改造した、ジャワ島の東部に位置する都市スラバヤとその近郊を結ぶ列車で使用される電気式気動車についても記述する。
なお、本形式はインドネシアで初めてVVVF制御を搭載した電車である。

## ABB-Hyundai電車

### 導入までの経緯
インドネシアの首都・ジャカルタとその近郊は大きな人口を抱える首都大都市圏・ジャボデタベックを形成している。このジャボデタベックを貫く鉄道路線は、オランダの統治（オランダ領東インド）時代である1925年から現在に至るまで、大きな動きのない時代を挟みつつも電化が進められてきた。
そこで運用される電車は、オランダの統治時代に最初の車両が登場したものの、同国の独立後は電気機関車牽引による客車列車に置き換えられ、しばらく姿を消していたが、1970年代より開始の日本の円借款による電化区間拡大計画の一つとして再び電車が登場。この電車は日本製のRheostatik（形式名はKL3-76/78/83/84/86/87形）で、同国の経済発展に伴う乗客の増加に対応すべく次々と増備され、1986年と翌1987年に導入された車両は、同国の電車としては初めて車体にステンレス鋼を使用。
以上のように車両の増備を行ってもなお利用者は増加し続け、さらなる車両の増備が必要となったことと、複数の国より混雑緩和のための鉄道車両増備用に融資の申し出があったことから、運営を行うインドネシア国鉄は最新の技術を採用した電車の導入を決めた。そして1991年の同国鉄の公社への移行後、公社としては初めての電車として1992年から翌1993年にかけて導入されたのが本形式ABB-Hyundaiである。

### 概要
車体は先に導入されていた、前述の日本製KL3-86/87形と同様のステンレス鋼製。側面の窓と乗降扉などの配置・構造や、インドネシア国内での電車製造支援の一環としての車体の最終完全組み立てがインドネシアの鉄道車両メーカー、インダストリ・クレタ・アピで行われている点も同様。最終完全組み立てに関しては、大韓民国の車両メーカー、現代精工がその基礎となる部品を提供した。前面窓は一つずつ個別にHゴムで抑えられたものを採用し、その上には列車種別と行先を表示する幕が設置されている。
車内は中間車の座席がセミクロス式、先頭車の座席がロング式という点や、側面窓が二段式サッシ窓かつその上に通気口を設けている点はKL3-86/87形に準じているものの、天井に設置の送風装置は扇風機からファンデリアへ変更されている点が異なる。天井のベンチレータはグローブ型のものを設置し、車内の各乗降扉横には茶色で三角形の吊り革が設置され、座席は灰色のFRP製で一人づつ個別に分かれたバケット式のものである。運転台は車内からみて右側に設置されており、インドネシアの電車としては初めてワンハンドル式のマスター・コントローラーを採用した。
両端に付随制御車（Tc）を、中間に電動車（M）を連結する編成構造で、電気機器は従来からのKL3-76/78/83/84/86/87形が採用する抵抗制御方式と異なり、導入当時の最新の技術であるGTOサイリスタ素子を使用するVVVFインバーター制御方式を採用。この装置はスイスの機械メーカーであるアセア・ブラウン・ボベリ製のものを搭載した。
台車は従来の各型式と異なり、ボルスタレス式を採用している。

### 導入後の経緯
1992年に完成した1編成は導入後すぐに各駅停車に当たる"Ekonomi"（エコノミー）の運用に入り、「（韓国の）京釜線用の高速列車の試作品」と紹介されたという。翌1993年にはもう1編成が完成・導入されて2編成の体制となったが、3編成目が完成・導入されることはなく、以降の増備は同じくVVVFインバーター制御を採用する、ベルギーとオランダの企業が設計したBN-Holec（形式名KL3-94/96/97/98/99/2000/2001形）に移った。
しかし、現地の電力供給が不安定であり、運用される路線によってはその影響から架空線の電圧が不安定な状態となることが発生。急かつ連続的な電圧の降下や上昇はVVVF制御装置を損傷させ、最終的に車両の運用を不可能にした。さらに、VVVF制御装置は従来からの抵抗制御装置に比べて精密かつ複雑な構造からなっており、それが修理を難しくしたことから、日本から中古で導入したHibah、およびインドネシア国内のインダストリ・クレタ・アピが製造したBN-Holec（形式名KL3-2001）の最終増備車とKRL-1に置き換えられる形で、2000年から2001年に2編成とも運用から離脱した。

## 改造

### ME202形気動車

#### 電気式気動車化（KRDE）
2001年の運用離脱後、しばらく車両工場の端に留置されていたABB-Hyundaiの2編成であったが、電気式気動車へ改造のうえ、人口増加により乗客も増加していた、ジャワ島東部の都市スラバヤの近郊列車に導入されることとなった。改造工事は2008年にインダストリ・クレタ・アピにおいて施行され、先頭車の前面にFRP製のカバーが設置され印象が変化したほか、同時に車体全体への塗装も行われ、白地に水色・赤色の細線を配置したものが採用されたが、ほどなくして緑色・青色と白色からなる大胆なものへ変更された。
各先頭車の床下には中間電動車の電装品を稼働させる電源を供給するため、出力559 kWのディーゼルエンジンが搭載され、そのラジエーターは屋根の一部を落として設置。中間電動車の電装品は従来どおりであり、ディーゼルエンジンを搭載した車両が中間車を挟む形態から、インダストリ・クレタ・アピはこの車両をKRD PUSH PULLと命名している。インドネシア鉄道会社の付番形式ではME202形気動車と命名された。
車内は電車時代と大きな変化はなく、FRP製の座席が灰色から黄色へ、吊り革が茶色から白色へ変更された程度。
編成も変化し、電車時代はTc+M1+M2+Tcの4両編成であったものが、Tec+M+T+M+Tecの5両編成へ変更された。これは、2号車と3号車の間に中間付随車を増結したことによるもので、増結された車両は日本の日立製作所で製造され、インダストリ・クレタ・アピによってノックダウン生産が行われたHitachiの中間電動車を電装解除したものとされる。

### 導入後の経緯
改造が施行された翌年の2009年より、スラバヤと郊外のモジョクルト間を結ぶ列車アレック・スロケルト線の専属車両として運用を開始した。
しかし、電装品の故障やブレーキ系統の不具合などのトラブルが多発したことから、Arek Surokertoは2013年に運行を休止。その後は同じ区間で運用されるMCW302形の予備車となったが、交換部品の不足により、ほとんど稼働することはなかった。2016年にスラバヤのMCW302形はインダストリ・クレタ・アピで新たに製造された電気式気動車へ置き換えられたが、本形式はその後も車両基地の構内に留置されている。